# Bătălia de la Orșa
Bătălia de la Orșa (în poloneză Bitwa pod Orszą, în lituaniană Oršos mūšis) a fost dată la 8 septembrie 1514, între forțele aliate ale Marelui Ducat al Lituaniei și Coroana Regatului Poloniei, sub comanda marelui hatman lituanian Konstanty Ostrogski și armata Marelui Ducat al Moscovei sub comanda lui Ivan Celiadnin⁠(d) și a cneazului Mihail Bulgakov-Golița. Bătălia de la Orșa a făcut parte dintr-o serie lungă de războaie moscovito-lituaniene provocate de conducătorii moscoviți care s-au străduit să adune toate pământurile fostei Rusii Kievene sub conducerea lor.
Potrivit cărții în latină Rerum Moscoviticarum Commentarii⁠(d) a lui Sigismund von Herberstein⁠(d), principala sursă de informații despre această bătălie, armata mult mai mică din Lituania-Polonia (sub 30.000 de oameni) a învins o forță de 80.000 de soldați moscoviți, capturând tabăra și comandantul. Aceste numere și proporții au fost contestate de unii istorici moderni.

## Ajunul luptei
La sfârșitul anului 1512, Marele Ducat al Moscovei a început un nou război pentru a cuceri ținuturile rutene ale Marelui Ducat al Lituaniei (din Belarus, Ucraina și Rusia de astăzi). Albrecht I, Marele Maestru al Cavalerilor Teutoni, s-a răzvrătit și a refuzat să ofere ajutor ca vasal al lui Sigismund I cel Bătrân al Poloniei-Lituania, așa cum era obligat de condițiile impuse de a doua pace de la Thorn (1466). Albrecht I a fost sprijinit de Maximilian I al Sfântului Imperiu Roman.
Smolensk era în acea perioadă cel mai estic avanpost fortificat al Marelui Ducat al Lituaniei și una dintre cele mai importante fortărețe care păzea statul de atacuri dinspre est. Cei din Smolensk au respins mai multe atacuri moscovite, dar în iulie 1514 o armată moscovită a asediat și în cele din urmă au capturat cetatea. Stimulat de acest succes inițial, Marele Cneaz al Moscovei Vasili al III-lea și-a condus forțele mai departe în Belarusul de astăzi, ocupând orașele Kricev⁠(d), Mstislavl⁠(d) și Dubrovna⁠(d).
Între timp, Sigismund cel Bătrân a adunat o oaste de aproximativ 35.000 de soldați, dintre care majoritatea (57%) erau polonezi, pentru războiul cu vecinul său din est. Armata sa era inferioară ca număr, dar era compusă în mare parte din cavalerie bine antrenată.
Armata poloneză regulată a fost comandată de Janusz Świerczowski⁠(pl)[traduceți]. Era cea mai mare armată pe care Coroana a adunat-o până atunci. Wojciech Sampoliński⁠(de)[traduceți] a fost responsabil de trupele detașate poloneze și de trupele de escortă și pază. Trupele lituaniene (aproximativ 15.000 de soldați) au fost conduse de Marele Hatman Konstanty Ostrogski⁠(d) și de hatmanul de câmp Jerzy Radziwiłł⁠(d). Forțele lituano-poloneze au inclus 32.500 de trupe de cavalerie și 3.000 mercenari infanteriști. Sigismund a lăsat 4.000–5.000 de oameni în orașul Barysaŭ, în timp ce forța principală, aflată sub comanda hatmanului Konstanty Ostrogski și în jur de 30.000 de oameni, s-a așezat strategic în fața moscoviților.
La sfârșitul lunii august au avut loc mai multe confruntări la trecerea râurilor Berezina, Bobr⁠(d) și Drut, dar armata moscovită nu s-a angajat într-o confruntare majoră.
Având pierderi neglijabile, moscoviții au înaintat în zona dintre Orșa și Dubrovno de pe râul Krapivna, unde și-au stabilit tabăra. Ivan Celiadnin, încrezător că forțele adverse vor trebui să treacă unul dintre cele două poduri de pe râul Nipru, și-a împărțit propriile forțe pentru a păzi acele treceri. Cu toate acestea, armata lui Ostrogski a traversat râul mai la nord cu ajutorul a două poduri de pontoane. În noaptea de 7 septembrie, armata lituano-polonă a început pregătirile pentru o bătălie decisivă cu moscoviții. Hatmanul Konstantyn Ostrogski și-a așezat majoritatea celor 16.000 de călăreți lituanieni în centru, în timp ce mare parte a infanteriei poloneze și a trupelor auxiliare au ocupat flancurile. Infanteria din Boemia și Silezia au fost așezate în centrul liniei, în fața rezervelor de cavalerie lituaniană și poloneză.

### Mărimea armatei moscovite

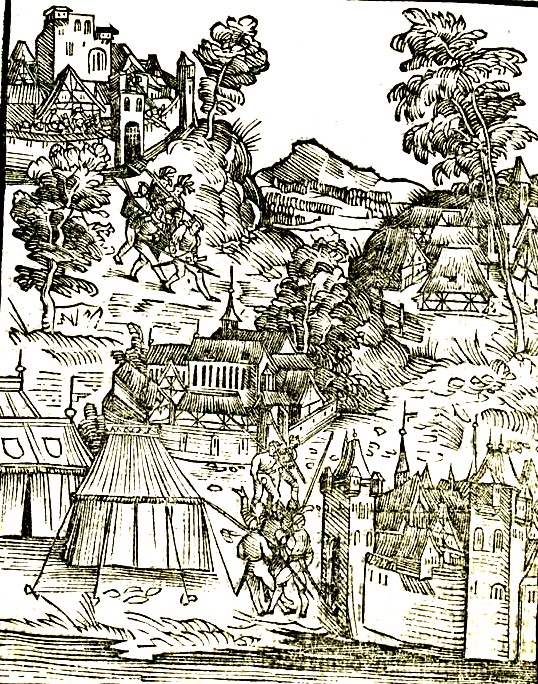
Războiul ruso-polonez, imagine din Die Schlacht von dem Kunig von Poln und mit dem Moscowiter, de Jacob Piso, 1514

Mărimea armatei moscovite a rămas o întrebare nerezolvată. Sursele narative lituaniene dau în general numere mari. Regele Sigismund i-a scris papei Leon al X-lea despre o „hoardă de moscoviți” formată din 80.000 de oameni. Sigismund a susținut și că armata sa a ucis 30.000 de moscoviți și a luat prizonieri 46 de comandanți și 1.500 de nobili. Documente poloneze și lituaniene, care s-au păstrat, enumeră toți nobilii capturați după nume; doar 611 bărbați în total. Istoricul polonez Bohun consideră că este imprudent să se bazeze pe ceea ce caracterizează ca fiind propaganda lui Sigismund. Conform descrierii lui Sigismund a trupelor ruse, fiecare regiment al acestora ar depăși chiar și diviziile moderne. Gembarowicz (un alt cercetător polonez) este de părere că armata moscovită a avut aproximativ 40.000 de oameni. De asemenea, a rămas neclar de ce – dacă este de încredere totalul de 70.000–80.000 de oameni – regele Sigismund (care știa despre această superioritate a armatei moscovite din scrisorile lui Mihail Glinski) a ținut o gardă personală de aproximativ 5.000 de oameni (aproximativ 15% din armata sa) în rezervă, fără a-i trimite în luptă. Cronicile moscovite (novgorodiană și sofiană) pretind o superioritate numerică lituaniană. 
Istoricul rus A. Lobin a încercat să calculeze dimensiunea armatei moscovite de la Orșa pe baza capacităților de mobilizare în orașele care trebuiau să trimită orășeni în serviciul militar. Se știe că, în afară de fii de boieri din regimentul suveranului, armata a fost formată din oameni din cel puțin 14 orașe: Novgorod, Pskov, Velikie Luki, Kostroma, Murom, Borovsk⁠(d), Tver, Volok, Roslavl, Veazma, Pereslavl, Kolomna, Iaoslavl și Starodub⁠(d). Pe baza cifrelor din campania bine documentată de la Poloțk din 1563, autorul oferă următoarele estimări: 400–500 de tătari, 200 de fii de boieri ai regimentului suveranului, 3.000 de novgorodieni și pskoveni și aproximativ 3.600 de reprezentanți ai altor orașe, în total, aproximativ 7200 de nobilii. Odată incluși servitorii, dimensiunea totală a armatei moscovite ar putea fi de 13.000-15.000 de oameni. Având în vedere pierderile din timpul campaniei, nivelul de dezertare care este documentat în surse și numărul de soldați rămași ca garnizoană la Smolensk; numărul trupelor moscovite prezente la Orșa ar fi putut fi de aproximativ 12.000 de oameni. Această metodă de calcul a fost susținută de Brian Davies (Universitatea din Texas din San Antonio) și de istoricii ruși N. Smirnov, A. Pankov, O. Kurbatov, М. Krom și V. Penskoi. O estimare anterioară a remarcat, de asemenea, că, la începutul secolului al XVI-lea, Rusia nu putea strânge nici măcar 40.000 de oameni. Vitali Penskoi, analizând structura armatei ruse, a ajuns la concluzia că și în cele mai mari campanii militare de sub comanda lui Vasili al III-lea, moscoviții nu au avut de unde strânge peste 20.000 de oameni.

## Lupta

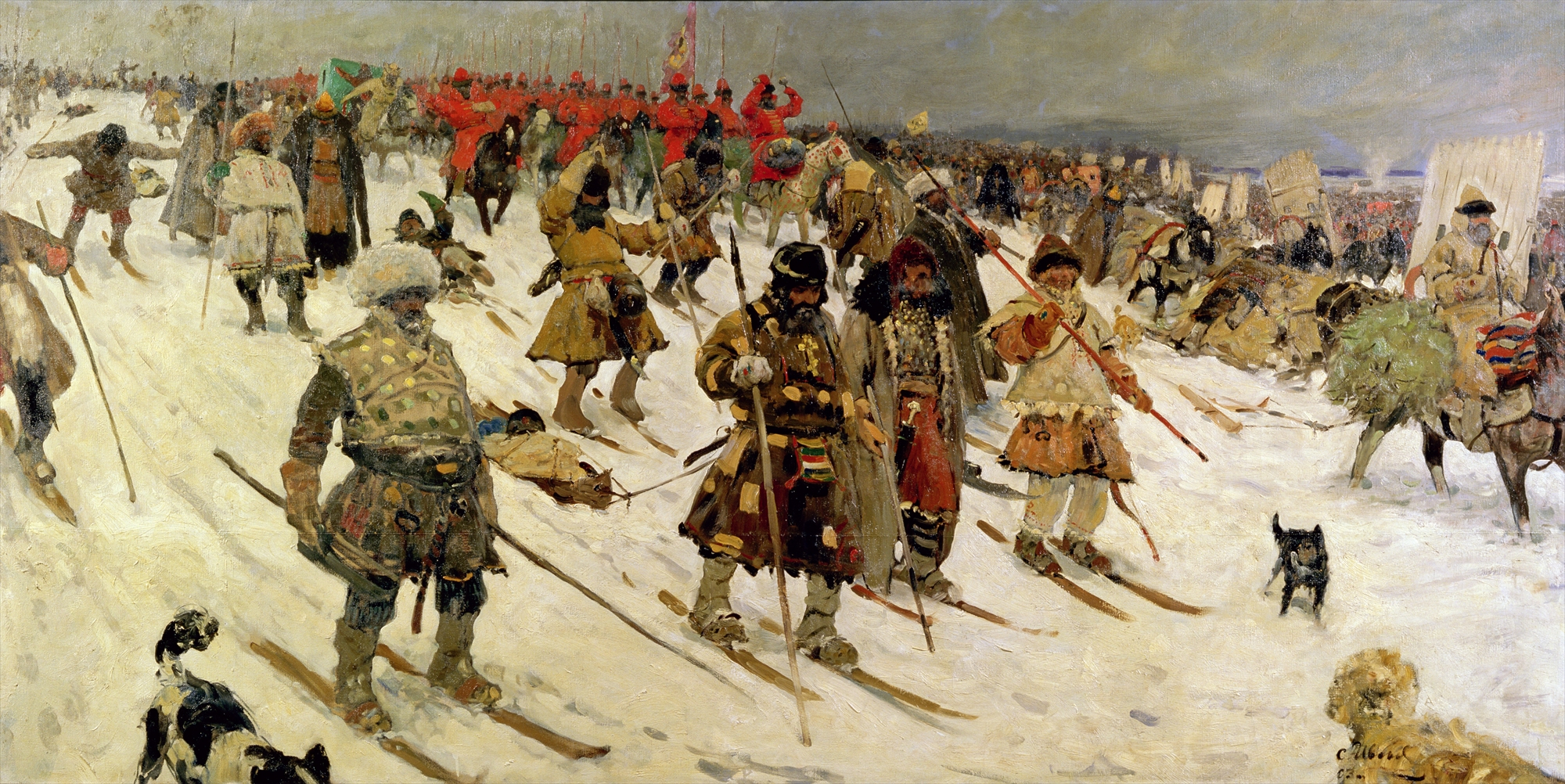
Campania rusă împotriva lituanienilor (ulei pe pânză de Serghei Ivanov, 1903).

La 8 septembrie, la scurt timp după zori, Ivan Celiadnin a dat ordin de atac. Forțele moscovite au încercat să depășească lituanienii și polonezii atacându-le flancurile, care erau formate din trupe poloneze, trupe ușoare lituaniene și tătare. Unul dintre cleștele atacului a fost comandat personal de Celiadnin, în timp ce celălalt era condus de prințul Bulgakov-Golița. Atacul inițial a eșuat, iar moscoviții s-au retras în pozițiile inițiale. Celiadnin era încă încrezător că raportul, de aproape 3:1 în favoarea sa, îi va aduce victoria. Cu toate acestea, preocupat de propria sa aripă a forțelor moscovite, a pierdut urma celorlalte sectoare și nu a reușit să coordoneze o apărare împotriva contraatacului din partea cavaleriei ușoare lituaniene și cavaleriei grea poloneze, care până atunci a fost ținută în rezervă.
Cavaleria ușoară lituaniană și poloneză și tătarii au atacat centrul mult prea întins al liniilor moscovite, în încercarea de a-i despărți. În momentul crucial, cavaleria poloneză a părut să se clatine, apoi a bătut în retragere. Moscoviții i-au urmărit cu toate rezervele lor de cavalerie. Tătarii lituanieni și cavaleria poloneză, după ce s-au retras câteva minute sub urmărirea rușilor, s-au întors brusc în lateral. Cavaleria moscovită s-a trezit apoi sub focul artileriei care era ascunsă în pădure. Din ambele părți, au apărut forțele lituaniene care au început să-i încercuiască pe moscoviți. Ivan Celiadnin a dat ordinul de retragere, care a avut loc în panică. Forțele moscovite au fost urmărite de armata Marelui Ducat al Lituaniei timp de cinci kilometri.
Înfrângerea rușilor a fost adesea atribuită eșecurilor repetate ale lui Ivan Celiadnin și Mihail Golița de a-și coordona operațiunile.
Sigismund von Herberstein a scris că 40.000 de moscoviți au fost uciși. După relatările din cronicile poloneze, 30.000 de ruși au fost uciși și încă 3.000 au fost luați prizonieri, inclusiv Ivan Celiadnin și alți opt comandanți. Forțele Marelui Ducat al Lituaniei au ocupat tabăra moscovită și au capturat toate cele 300 de tunuri. Supărat de vestea înfrângerii uriașe, Marele Cneaz Vasili al III-lea ar fi spus că „prizonierii [au fost] la fel de folositori ca și morții”.

## Urmări

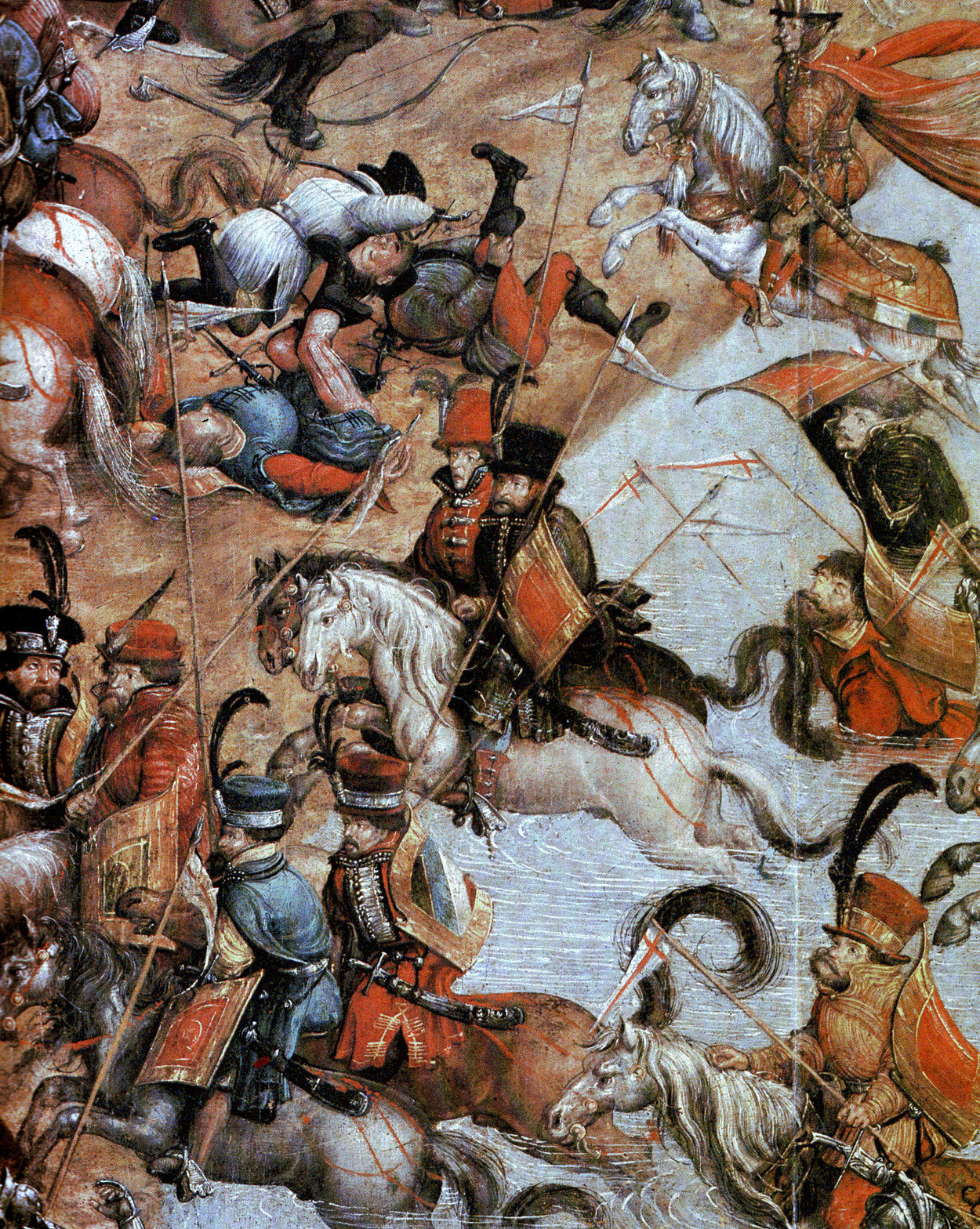
Husari în timpul bătăliei de la Orșa (1514)

Forțele lui Ostrogski au continuat urmărirea armatei ruse în retragere și au preluat majoritatea fortărețelor capturate anterior, inclusiv Mstislavl și Krichev, iar înaintarea rușilor a fost oprită timp de patru ani.
Cu toate acestea, forțele lituaniene și poloneze au fost prea epuizate pentru a asedia Smolenskul înainte de venirea iernii. Astfel Ostrogski nu a ajuns la porțile Smolenskului decât la sfârșitul lunii septembrie, dându-i lui Vasili al III-lea suficient timp pentru a pregăti apărarea.
În decembrie, hatmanul Konstanty Ostrogski⁠(d) a intrat triumfător în Vilnius. Pentru a comemora victoria, au fost ridicate două biserici ortodoxe: Biserica „Sfânta Treime” și Biserica „Sfântul Nicolae”, care au rămas exemple impresionante de arhitectură a Bisericii Ortodoxe din Lituania. Imediat după victorie, statul polono-lituanian a început să folosească bătălia în propaganda sa îndreptată către alte națiuni din Europa, cu intenția de a îmbunătăți imaginea Poloniei-Lituaniei în străinătate. Mai multe relatări panegirice ale bătăliei au fost trimise la Roma. „Mesajul polonez a fost asemănător cu cel al lui Bomhover: moscoviții nu sunt creștini; sunt cruzi și barbari; sunt asiatici și nu europeni; sunt în legătură cu turcii și tătarii pentru a distruge creștinătatea”.
Impresionat de amploarea victoriei Lituaniei și Poloniei, Maximilian I, Sfânt Împărat Roman, a început tratativele de pace cu Dinastia Jagiellonă la Viena. La 22 iulie 1515, au fost încheiate acorduri finale de pace și coaliția extinsă împotriva Lituaniei și Poloniei a încetat să mai existe.
Războiul dintre Marele Ducat al Lituaniei și Marele Ducat al Moscovei a durat până în 1520. În 1522 a fost semnată o pace, prin care Lituania a fost nevoită să cedeze Moscovei aproximativ un sfert din posesiunile sale de pământuri ale fostei Rusiei Kievene, inclusiv Smolenskul. Acest oraș a fost recucerit aproape un secol mai târziu, în 1611. După acordul de pace din 1522, Marele Ducat al Lituaniei a mai încercat să atace Moscova încă o dată, dar conflictele militare majore au fost soluționate timp de aproximativ 40 de ani.

## În timpurile moderne
Bătălia este văzută de unii belaruși ca un simbol al renașterii naționale, mulți considerând-o ca o Zi a gloriei militare din Belarus. La 8 septembrie 1992, la cea de-a 478-a aniversare a bătăliei, cadeții de la Școala superioară de inginerie militară din Minsk și de la Școala superioară de comandă militară din Minsk (acum Academia Militară unificată din Belarus) au depus primul jurământ militar de credință față de Forțele Armate ale Belarusului, în piața Independenței din Minsk, în prezența ministrului apărării Pavlovici Kozlovski. Ulterior, ca urmare a intensificării legăturilor cu Rusia lui Putin, regimul președintelui Aleksandr Lukașenko a suprimat în mod activ celebrarea bătăliei. În septembrie 2005, patru membri ai opoziției, din Frontul Național Belarus, au fost amendați fiecare cu aproape 4,000,000 de ruble (aproximativ 1.500 EUR) pentru sărbătorirea celei de-a 491-a aniversări a bătăliei. 
Ucraina organizează sărbători publice ale Bătăliei de la Orșa, pe care o consideră o victorie importantă, în istoria mai largă a conflictelor ruso-ucrainene. La 14 octombrie 2014, Banca Națională a Ucrainei a prezentat o monedă comemorativă cu ocazia împlinirii a 500 de ani de la Bătălia de la Orșa
O stradă din Rivne se numește Victoria (de la) Orșa.
La Mormântul Soldatului Necunoscut din Varșovia, Bătălia de la Orșa este comemorată cu inscripția „Orsza 8 IX 1514”.
În Lituania, Bătălia de la Orșa este, de asemenea, comemorată de Ministerul Apărării lituanian și de guvernul lituanian în fiecare an cu concerte, conferințe și parade militare.

## În cultura populară
În serialul de televiziune fantastic de groază de pe BBC, Printre oameni, Hal Yorke⁠(d) a fost transformat în vampir după Bătălia de la Orșa.

## Moștenire
În 1514, ca apreciere pentru victoria în luptă, Konstanty Ostrogski⁠(d) a construit Biserica și mănăstirea „Sfânta Treime” din Vilnius.